# Notturno (Chagall)
Notturno è un dipinto a olio su tela realizzato nel 1947 dal pittore Marc Chagall. È conservato nel Museo Puškin di Mosca.